# Charlie jako dozorca
Charlie jako dozorca (ang. The New Janitor) − amerykański film niemy z 1914 roku, w reżyserii Charliego Chaplina.

## Obsada
- Charlie Chaplin – dozorca
- Al St. John – boy w windzie
- Minta Durfee – sekretarka
- John Francis Dillon – dyrektor
- Fritz Schade – szef